# Tropical house
Tropical house (også kendt som Trop house og Sommerhouse) er en stilart af house som opstod i de tidlige 2010'er, hvor det udviklede på den etableret deephouse-lyd. Det har en lysere og mere afslappet lyd, og sætter ud til at skabe sommerlige eller strandlige atmosfærer. Tropical house-kunstnere bruger ofte organiske instrumenter (hvorvidt de er optaget, samplet eller bare synthesizere sat til at lyde organisk) såsom trompeter, marimbaer, panfløjter, saxofoner, adskillige percussive instrumenter, guitarer (ofte palmedæmpet), osv.
Thomas Jack skabte begrebet. I et interview med Thissongissick, påstår Thomas at genren var i første omgang ment som en joke, men han besluttede at holde fast ved det. Siden da har andre kunstnere matchede denne stilart i deres egne udgivelser af tropical house-musik, og genren har vokset sig større og spredt til et breder publikum omkring verdenen igennem adskillige elektroniske afsætningsmuligheder.